# Aphaenogaster projectens
Aphaenogaster projectens är en myrart som beskrevs av Horace Donisthorpe 1947. Aphaenogaster projectens ingår i släktet Aphaenogaster och familjen myror. Inga underarter finns listade i Catalogue of Life.